# The Dragon (Achterbahn)
The Dragon (chinesisch 瘋狂過山車 – „verrückte Achterbahn“) im Ocean Park Hongkong (China) ist eine Stahlachterbahn vom Modell Custom Looping Coaster des Herstellers Arrow Dynamics, die 1984 eröffnet wurde. Seit 2022 ist die Bahn geschlossen.
Auf der 821,1 m langen Strecke, die eine Höhe von 20,5 m erreicht, befinden sich neben zwei Lifthills (einer zu Beginn und einer am Ende der Fahrt) insgesamt drei Inversionen: zwei Loopings und der weltweit erste auf einer Achterbahn verbaute Sidewinder.

## Züge
Die Züge von The Dragon besitzen jeweils sieben Wagen. In jedem Wagen können vier Personen (zwei Reihen à zwei Personen) Platz nehmen. Als Rückhaltesystem kommen Schulterbügel zum Einsatz.